# Bothaville
Bothaville ist eine Stadt in der südafrikanischen Provinz Freistaat. Sie ist Sitz der Lokalgemeinde Nala im Distrikt Lejweleputswa.

## Geographie
Bothaville hat 4152 Einwohner (Volkszählung 2011). Nur wenig östlich liegt die Townshipsiedlung Kgotsong mit 41.878 Einwohnern. Bothaville liegt am Vals, der westlich von Bothaville in den Vaal mündet.

## Geschichte
Der Ort wurde 1891 auf der Gladdedrift Farm gegründet. Anfangs hieß er Botharnia, nach Theunis Louis Botha, dem ersten Besitzer der Farm. 1893 erhielt er seinen heutigen Namen, ebenfalls nach Botha. 1914 erlangte Bothaville Gemeindestatus.

## Wirtschaft und Verkehr
Haupteinnahmequelle ist die Landwirtschaft, neben Maisanbau auch Schafzucht und der Anbau von Sonnenblumen, Weizen und Erdnüssen. Die Stadt liegt inmitten des Maize triangle („Maisdreiecks“).
Bothaville liegt an der R30, die unter anderem Welkom im Süden mit Orkney im Norden verbindet. Die R59 verläuft annähernd südwest-nordostwärts, von Hoopstad nach Vredefort. Die R727 führt von Bothaville südostwärts Richtung Kroonstad. Die Stadt verfügt über einen Bahnhof an der im Güterverkehr betriebenen Nebenstrecke (Orkney–)Vierfontein–Bultfontein. Nördlich von Bothaville liegt der Flugplatz Hendrik Potgieter Aerodrome (ICAO-Code FABO), benannt nach Andries Hendrik Potgieter.

## Kultur
Jährlich findet seit 1974 im nördlich gelegenen NAMPO Park die Landwirtschaftsausstellung NAMPO Agricultural Trade Show bzw. NAMPO Harvest Day statt. Dort steht auch eine „Erinnerungsmauer“ für die seit Mai 1961 in Südafrika getöteten weißen Farmer.

## Persönlichkeiten
- Danie G. Krige (1919–2013), Geostatistiker, geboren in Bothaville